# Pedro Moreno (Freiheitskämpfer)

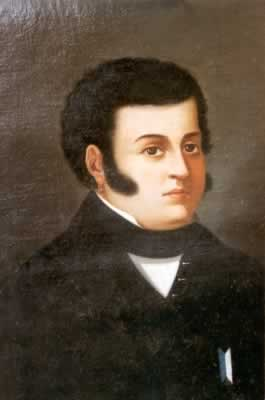
Pedro Moreno

Pedro Moreno González de Hermosillo (* 18. Januar 1775 in Santa María de Lagos, Jalisco, Mexiko; † 27. Oktober 1817 bei Guanajuato, Mexiko) war ein Unabhängigkeitskämpfer im mexikanischen Unabhängigkeitskrieg.

## Leben
Pedro Moreno kam als Sohn einer wohlhabenden Familie von Grundbesitzern auf der elterlichen Hazienda La Gada zur Welt, die zur Gemeinde Lagos im heutigen Bundesstaat Jalisco gehört. Lagos erhielt zu seinen Ehren den heutigen Namen Lagos de Moreno. Seine Eltern waren Manuel Moreno de Ortega y Verdín de Villavicencio und María del Rosarion González de Hermosillo y Márquez.
Moreno besuchte das Priesterseminar von Guadalajara, kehrte aber um die Jahrhundertwende zurück auf die Ländereien seiner Familie, um sich der Landwirtschaft und dem Handel zu widmen. Er heiratete Rita Pérez Jiménez.
Als 1810 die Unabhängigkeitsbewegung die Loslösung vom Mutterland Spanien forderte, war der fortschrittlich gesinnte Moreno auf ihrer Seite. Ab 1814 nahm er aktiv am Krieg teil: Aus befreundeten Bauern und Landarbeitern formte er auf seiner Hazienda La Sauceda eine Guerilla-Einheit, mit der er den royalistischen spanischen Truppen immer wieder zusetzte.
Als Rückzugsort für seine Truppen ließ er die Festung El Sombrero errichten. Im Juni 1817 stieß ein Trupp Freiwilliger aus Europa unter dem Befehl von Francisco Javier Mina zu Morenos Einheit. Wenig später trafen die Spanier unter Pascual Liñán ein und griffen die Festung an. Nachdem die Rebellen mehreren Angriffen widerstehen konnten, verließen sie die Festung am 15. August 1817 nachts, wurden aber von den Royalisten entdeckt, angegriffen und geschlagen. Mina und Moreno zogen sich wieder in die Festung zurück.
Die Spanier belagerten das Fort bis Mitte Oktober; als die Vorräte der verbliebenen Aufständischen zur Neige gingen, versuchten sie einen erneuten Ausfall und flohen ins Landesinnere.  
Auf der Ranch El Venadito in der Nähe von Guanajuato wurden sie am 27. Oktober von spanischen Truppen angegriffen. Dabei fiel Pedro Moreno, Francisco Mina wurde gefangen genommen und wenige Tage später standrechtlich erschossen. Der spanische Vizekönig Juan Ruiz de Apodaca wurde zum Dank von König Ferdinand VII. in den Rang eines Grafen von Venadito erhoben.

## Ehrungen
Sein Heimatort wurde ihm zu Ehren in Lagos de Moreno umbenannt.
Die sterblichen Überreste Morenos ruhen gemeinsam mit denen von 13 anderen Unabhängigkeitskämpfern in der Siegessäule El Ángel de la Independencia in Mexiko-Stadt.